# 杨集站
杨集站（原名杨集镇站）是一个陇海线上的铁路车站，位于河南省夏邑县杨集镇，建于1915年，目前为四等站，邮政编码为476411。客运：办理旅客乘降；行李、包裹托运；货运：办理整车、零担货物发到。